# Cal Guixà (Castellbell i el Vilar)
Cal Guixà és una obra modernista de Castellbell i el Vilar (Bages) protegida com a Bé Cultural d'Interès Local.

## Descripció
Edifici situat al nucli de la Bauma, concretament al carrer de la Riera. Es tracta d'una construcció amb zona enjardinada a la part anterior. Presenta alguns elements significatius a nivell arquitectònic que es s'emplacen en l'estil modernista: el coronament ondulant, el balcons de ferro forjat amb perfil ondulant o l'emmarcament de les obertures en forma d'arc deprimit còncau. La reixa que tanca el jardí mostra l'any de la seva edificació: "1917".